# Mitsuyo Seo
Mitsuyo Seo (瀬尾 光世, Seo Mitsuyo, Himeji te Hyogo, 26 september 1911 - 24 augustus 2010) was een Japans animator, scenarioschrijver en filmregisseur van animatiefilms. Hij speelde een centrale rol in de ontwikkeling van de Japanse anime.

## Carrière

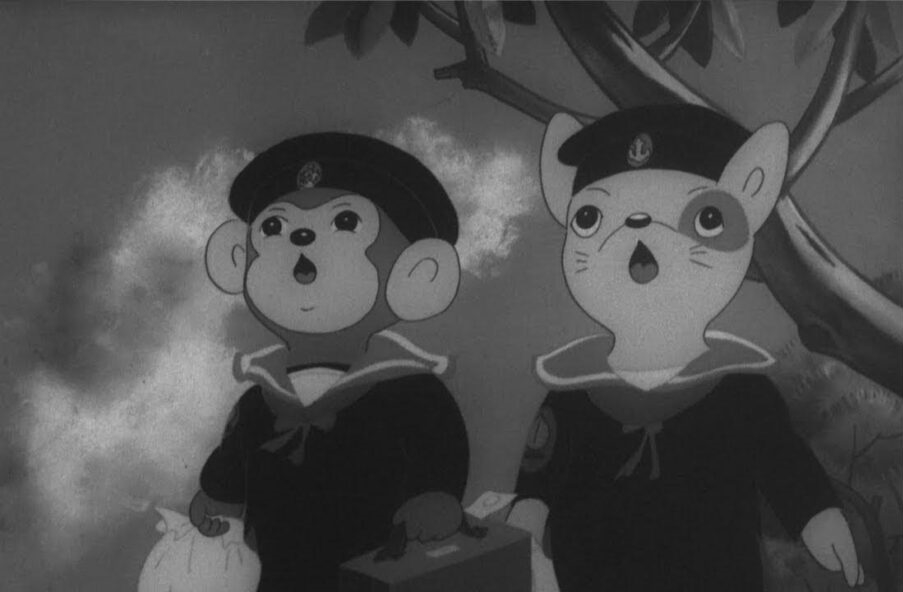
Scène uit Seo's Momotarō: Umi no Shinpei.

Seo werkte oorspronkelijk als bordschilder, maar begon te experimenteren met het tekenen van animatie toen hij bij een toy film bedrijf (“omocha eiga” (おもちゃ映画)) aan de slag ging. Hij vergaarde het meeste roem met propagandafilms tijdens Wereldoorlog II. Toch lagen Seo's politieke sympathieën eerder in het linkse kamp. Hij was lid van Prokino, een linkse filmorganisatie uit de jaren '20, en hielp er met het animeren van films als Sankichi no Kūchū Ryokō. In 1931 werd hij voor deze activiteiten gearresteerd, gefolterd en voor 21 dagen opgesloten in de gevangenis. Daarna ontmoette hij Kenzō Masaoka. Bij zijn bedrijf werkte Seo aan Japan's eerste animatiefilm met geluid, Chikara to Onna no Yo no Naka. In 1935 stichtte hij zijn eigen productiebedrijf, waar hij tekenfilms maakte over het personage Norakura. In 1937 werkte hij bij de Geijutsu Eigasha studio, waar hij in 1941 Ari-chan maakte. Dit was de eerste Japanse film die volledig gemaakt was met een multiplane camera.
Seo's meest bekende werken zijn de twee geanimeerde propagandafilms die hij maakte tijdens Wereldoorlog II. Dit waren Momotarō no Umiwashi, waarin Momotaro en zijn dierenvrienden Pearl Harbor bombarderen, en diens vervolg Momotarō: Umi no Shinpei, welke de eerste Japanse avondvullende animatiefilm was. (Momotarō no Umiwashi werd destijds gepromoot als een langspeelfilm, maar was slechts 37 minuten lang. Hierdoor ging deze eer naar Umi no Shinpei, die 74 minuten duurt). Osamu Tezuka, de vader van de Japanse manga, was als tiener zo onder de indruk van Umi no Shinpei dat de film hem inspireerde om zelf animator te worden.
Na de oorlog werd Seo lid van Nihon Manga Eigasha. Hij maakte er in 1949 de film Ōsama no Shippo, welke een pro-democratische boodschap verkondigde. Toho, de distributeur die de film zou oppikken, vond de film te links en weigerde hem uit te brengen. Nihon Manga Eigasha ging vervolgens failliet. Seo vond het animatieklimaat in de jaren na de Tweede Wereldoorlog te moeilijk. Hij verliet de industrie en werd illustrator voor kinderboeken.

## Filmografie (selectie)
- Sankichi no Kūchū Ryokō (三吉の空中旅行, 1931): animatie.
- Chikara to Onna no Yo no Naka (力と女の世の中, 1933): animatie.
- Ari-chan (アリチャン, 1941): regisseur.
- Momotarō no Umiwashi (Momotarō's Zee Arenden, 桃太郎の海鷲, 1942): regisseur, animatie, fotografie.
- Momotarō: Umi no Shinpei (Momotarō's Goddelijke Zeestrijders, 桃太郎 海の神兵, 1944): regisseur, script, fotografie.
- Ōsama no Shippo (王様のしっぽ, 1949): regisseur, script.